# 이케부쿠로 폭주 사고
이케부쿠로 폭주 사고(池袋暴走事故)는 2019년 4월 19일 일본 도쿄도 도시마구 히가시이케부쿠로 4초메에서 발생한 자동차 사상 사고다. 승용차를 운전하고 있던 이즈카 고조 (당시 87세)가, 브레이크와 액셀을 밟아 승용차를 폭주시켜 교차로에 진입하여 보행자 및 자전거 등을 차례로 부딪혀 총 11명을 사상시킨 사건이다. 이로 인해 모자 2명이 사망하였으며, 동승하고 있던 이즈카의 아내를 포함한 9명이 부상당했다. 가해자인 이즈카 고조도 부상으로 입원했으며 퇴원 후에 자동차 운전 사상행위 처벌법 위반 (과실운전) 혐의로 서류 송검 및 재택기소되었다.
도쿄지방법원의 형사 재판에서 피고인 이즈카와 그의 변호인은 "차에 전자계통의 이상이 발생하여 브레이크가 멈추었다."며 무죄를 주장 했다. 하지만 "사고의 원인은 피고인이 브레이크와 가속을 밟아 실수한 것"이라고 금고 7년(법정형 상한)을 구형했다. 2021년 9월 2일, 도쿄 지재는 검찰측의 주장(피고인에 의한 과실)을 인정하고, 금고 5년의 실형 판결을 하였다. 변호측 및 검찰측도 항소하지 않고, 판결은 같은 달 17일에 확정했다.
이 사고는 고령 운전자의 사고 대책에 대한 일본 사회의 관심을 높이는 계기가 되어, 고령자의 운전 면허증의 자진 반납이 증가했다. 또한 본 사고 등을 계기로 고령 운전자의 사고 대책에 관한 논의나 법정비도 진행되고 있다.
또한 고위 관료라는 그의 지위로 인해 가해자가 특별 대우를 받았다는 이유로 일본 전역에서 이에 대한 광범위한 항의가 있었다.

## 같이 보기
- 급발진